# Пркосна делта
Пркосна делта је југословенски драмски филм из 1980. године сценаристе и редитеља Весне Љубић.

## Радња
Ово је прича о становницима јужне Херцеговине који живе на подручју делте Неретве, краја у којем су се више него игде смењивале војске, државе, поплаве, болести и суше.
Сеоска девојка, сама жртва поплаве и војске, верује да би се прокопавањем тунела и спајањем делте с морем њено село сачувало од поплава.
Тражи од војске експлозив, али једна војска замењује другу, а све пљачкају и пале, па се становници довијају како да спасе част и огњиште.

## Улоге
| Глумац            | Улога                           |
| ----------------- | ------------------------------- |
| Горица Поповић    | Ивана                           |
| Анте Вицан        | Маријанчић                      |
| Иван Клеменц      | Антиша                          |
| Јадранка Матковић | Мара                            |
| Спасо Папац       | Јозина                          |
| Саша Селенић      | Јозина жена                     |
| Боро Беговић      | Божина                          |
| Инес Фанчовић     | Ануша                           |
| Жарко Мијатовић   | Вране                           |
| Дарко Татић       | Аустроугарски часник            |
| Вељко Мандић      | Петрушина, повратник из Америке |
| Мајкл Бунстра     |                                 |
| Аднан Палангић    | Цвите                           |
| Станко Богојевић  |                                 |
| Јозо Лепетић      |                                 |
| Ратко Петковић    |                                 |
| Андреа Печар      |                                 |
| Марина Печар      |                                 |
| Зијад Ханџић      |                                 |
| Јудита Печар      |                                 |
| Ивица Рукавина    |                                 |
| Зорица Кањић      |                                 |
| Милан Митић       |                                 |
| Ранко Гучевац     |                                 |